# Fußnoten zur Literatur
Fußnoten zur Literatur ist eine seit 1982 von Wulf Segebrecht in unregelmäßigen Abständen herausgegebene Reihe verschiedenartiger, literarischer wie auch für die neuere deutsche Literaturwissenschaft bedeutender Schriften. Bis ins Jahr 2015 im Verlag der Otto-Friedrich-Universität Bamberg herausgegeben, erscheint die Reihe seitdem im von Wulf Segebrecht in Bamberg gegründeten Verlag der Fußnoten.